# 街風
街風（まちかぜ）は、日本のヒップホップMCであるSEEDAのメジャーデビューとなるアルバム。発売元は、エグジットチューンズ。

## 概要
発売後に歌詞カードに載っている「TECHNIC feat. KREVA」のリリックに誤植があったことが判明する。

## 収録曲
1. INTRO
2. FLIP DAT
3. MIC STORY feat. ILL BOSSTINO
4. ガリガリボーイズ feat. 四街道Nature
5. 煙玉
6. LOVE&HATE feat. BES, SMIF-N-WESSUN
7. BAD TRIPY feat. BAY4K, OKI
8. DICK RIDER
9. NO PAIN ,NO GAIN feat. D.O
10. AROUND MY WAY
11. TECHNIC feat. KREVA
この時のKREVAのリリックの一節は、OZROSAURUSへのアンサーとされている。
12. 迷いの森 feat. K.N.Z
13. 山手通り feat. 仙人掌
14. WE BE SMOOTH feat. L-VOKAL, luna
15. 街風 feat. GANGSTA TAKA, STICKY, NORIKIYO, 4WD
16. MUSIC
17. また不定職者 feat BES, 漢